# Rachis (plume)
Pour les articles homonymes, voir rachis.

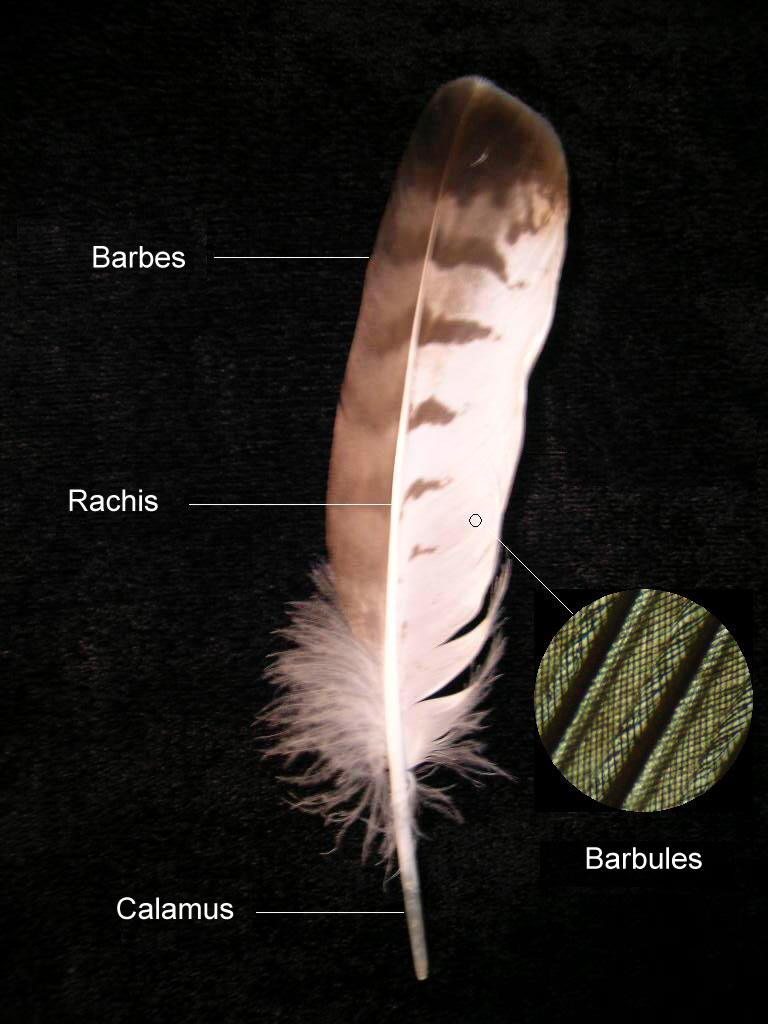
Schéma d'une plume.

Le rachis est l'axe central des plumes des oiseaux, qui porte les barbes et qui est implanté dans la peau. C'est la partie morte du calamus qui le prolonge au-delà de l'ombilic supérieur. Il est essentiellement constitué de kératine.
Le rachis, marqué sur sa face ventrale par un sillon longitudinal, porte des « barbes », lames insérées obliquement en deux séries de part et d'autre de l'axe dans un seul plan, et enchevêtrées par des « barbules » perpendiculaires, lamelles proximales (Barbula proximalis lisse, en forme de « gouttière ») et distales (Barbula distalis crochu). Les barbules distales sont prolongées de barbicelles (appelées aussi hamuli, ce sont des écailles modifiées en crochets qui s"agrippent aux « gouttières » par de petites épines qui évitent le décrochement). Ce système d'accrochage assure la cohésion des barbes, mécaniquement importante pour le vol.
Les barbes forment avec le rachis un angle particulier qui correspond à la raideur nécessaire à la plume : plus l'angle est aigu, plus la plume est raide et forte